# Фирет-Трунштадт
Фирет-Трунштадт (нем. Viereth-Trunstadt) — община  в Германии, в Республике Бавария.
Подчиняется административному округу Верхняя Франкония. Входит в состав района Бамберг.  Население составляет 3603 человека (на 31 декабря 2010 года). Занимает площадь 15,78 км². Местные регистрационные номера транспортных средств (коды автомобильных номеров) (нем. Kraftfahrzeugkennzeichen) — BA.
Община подразделяется на 4 сельских округа.

## Население
По оценке на 31 декабря 2015 года население общины составляет 3696 чел.
| Дата      | 1840 | 1871 | 1900 | 1925 | 1939 | 1950 | 1961 | 1970 | 1987 | 2011 |
| --------- | ---- | ---- | ---- | ---- | ---- | ---- | ---- | ---- | ---- | ---- |
| Население | 1325 | 1407 | 1302 | 1464 | 1507 | 1947 | 1974 | 2262 | 2838 | 3525 |

| Год       | 1960 | 1970 | 1980 | 1990 | 2000 | 2009 | 2010 | 2011 | 2012 | 2013 | 2014 | 2015 |
| --------- | ---- | ---- | ---- | ---- | ---- | ---- | ---- | ---- | ---- | ---- | ---- | ---- |
| Население | 1923 | 2315 | 2666 | 3082 | 3655 | 3609 | 3603 | 3536 | 3541 | 3562 | 3627 | 3696 |